# Valdis Birkavs
Valdis Birkavs (Riga, 28 de juliol de 1942) és un polític letó. El 1990 va ser escollit per al parlament de Letònia i va participar en la fundadació del partit Via Letona (LC). Després que Via Letona (LC) guanyés les eleccions parlamentàries del 1993, Birkavs es va convertir en el primer ministre, liderant una coalició al govern entre Via Letona (LC) i Unió d'Agricultors Letons (LZS). Va renunciar al càrrec després que el partit amb el qual formava la coalició governamental deixés el govern l'estiu de 1994. Durant el següent govern, Birkavs es va convertir en viceprimer ministre i ministre de Relacions Exteriors. Es va mantenir com a ministre de Relacions Exteriors durant cinc anys amb quatre primers ministres diferents, finalment va renunciar al seu càrrec el 1999. A les eleccions presidencials de 1999, el president (a Letònia és elegit pel Parlament) va ser nominat com a candidat i va rebre el segon lloc. Posteriorment, va ser nomenat ministre de justícia, i va servir en aquest càrrec fins al 2000.
Valdis Birkavs és membre del Club de Madrid.